# بخش جارسوگودا
بخش جارسوگودا (به انگلیسی: Jharsuguda district) یک بخش در هند است که در اودیسا واقع شده‌است. بخش جارسوگودا ۲٬۰۸۱ کیلومتر مربع مساحت و ۵۱۴٬۸۵۳ نفر جمعیت دارد.